# 奥地利宪法

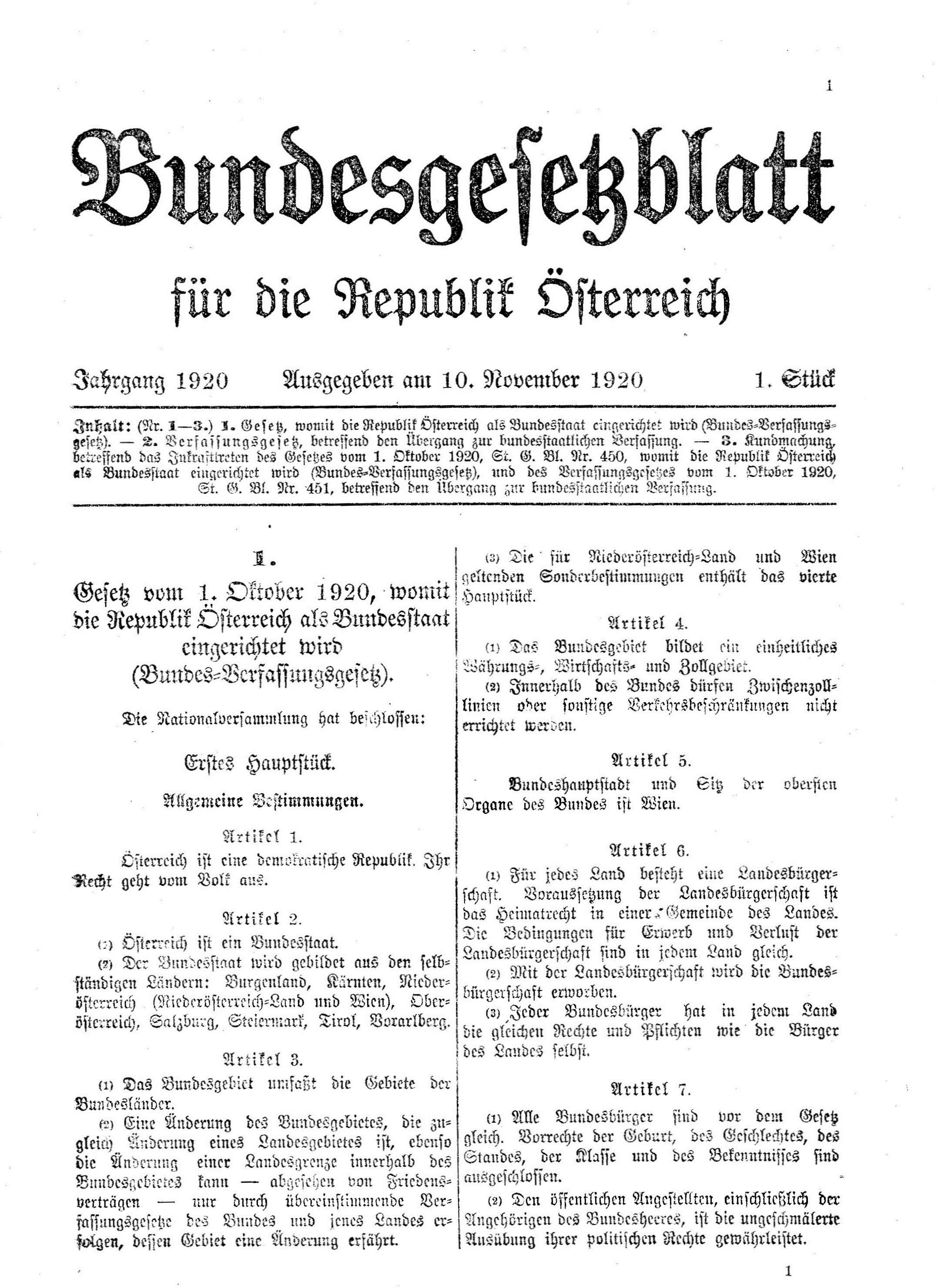
1920年《奥地利法律公报》公布的奥地利宪法

奥地利联邦宪法（德语：Österreichische Bundesverfassung）是奥地利共和国的宪法。它由许多不同的法案组成，其核心是《联邦宪法》（Bundes-Verfassungsgesetz）（B-VG），其中包括最重要的联邦宪法条款。除 B-VG 外，还有许多其他宪法法案（称为 Bundesverfassungsgesetze，单称 Bundesverfassungsgesetz，缩写为 BVG，即不包括联邦宪法）。BVG，即没有连字符）以及法规和条约中的个别条款都被指定为宪法（Verfassungsbestimmung）。

## 奥地利宪法史
奥地利曾有多部宪法，包括 1848 年的《皮勒斯多夫宪法》、1848 年至 1851 年的《"不可撤销的 "斯塔迪昂宪法》、1860 年的《十月文凭》、1861 年至 1865 年的《二月专利》。
奥地利联邦宪法于 1920 年 10 月 1 日首次颁布，其以凯尔森的草案为基础。由于未能就权利法案达成政治协议，1867 年的《公民一般权利基本法》（Staatsgrundgesetz über die allgemeinen Rechte der Staatsbürger）被保留下来，并被指定为宪法性法律。
奥地利联邦宪法最初规定的国家结构形式为议会制。立法权归属于由国民议会和联邦委员会两院组成的联邦议会。内阁负责执行法律，内阁总理由国民议会根据其主要委员会的动议提名。由参众两院选举产生的总统担任国家元首。
1929 年，奥地利进行了修宪，大幅扩大了总统的权力。总统由人民直接选举产生，而不是由立法机构选举产生。总统还被赋予解散议会的权力，而议会制共和国的总统通常没有这项权力。他还有权正式任命大法官和内阁。理论上，奥地利总统被赋予了与美国总统相当的权力。然而，在实践中，其角色仍主要是礼仪性和代表性的。
1934 年，经过多年日益激烈的政治纷争和法治的逐步削弱，执政的基督教社会党（当时已全面转向奥地利法西斯主义）以一部新的基本法正式取代了奥地利联邦宪法，将奥地利定义为一个威权法团主义国家。 1938 年，奥地利被纳粹德国吞并，不再是一个主权国家，其宪法也失去效力。奥地利在纳粹德国最终瓦解前重新成为一个独立的共和国。独立后，奥地利仍沿用1929 年颁布的宪法修订案。尽管此后对宪法进行了大量修改和修正，但基本上一直沿用至今。